# Estland i olympiska vinterspelen 1994
Estland deltog med 26 deltagare vid de olympiska vinterspelen 1994 i Lillehammer. Ingen av landets deltagare erövrade någon medalj.